# Jane Got a Gun
Jane Got a Gun (prt: As Armas de Jane; bra: Em Busca da Justiça) é um filme de ação e faroeste estadunidense de 2015, dirigido por Gavin O'Connor e escrito por Brian Duffield, Joel Edgerton e Anthony Tambakis. O filme é estrelado por Natalie Portman, Joel Edgerton, Noah Emmerich, Rodrigo Santoro, Boyd Holbrook e Ewan McGregor.
Após um longo período de problemas de produção desde 2012, envolvendo mudanças de diretor e elenco, a filmagem principal começou em 21 de março de 2013. O filme foi lançado em 29 de janeiro de 2016.
O filme foi exibido em 12 de outubro de 2017 no 7º Almería Western Film Festival.

## Sinopse
Jane e seu marido Bill "Ham" Hammond vivem em uma casa isolada com sua filha de cinco anos, Katie. Um dia, Ham volta para casa com vários ferimentos graves. Enquanto Jane está cuidando de seus ferimentos, Ham diz a ela que "os garotos Bishop estão chegando". Esta é uma gangue de criminosos cruéis, liderados por John Bishop, com quem Ham costumava andar.
Percebendo que ela precisará de ajuda para defender sua casa e família dos Bishops, como os ferimentos de Ham o deixaram impotente, Jane leva a filha para um local seguro, com uma amiga em quem ela confia. Ela então vai até a casa de um vizinho, Dan Frost, e pergunta se ele a ajudará a proteger sua propriedade dos garotos Bishops. Dan, um homem um tanto ranzinza que mora em uma casa esquálida e suja, se recusa a ajudar. É óbvio pela breve conversa que há alguma história passada - e amargura - entre Dan e Jane.
Jane vai à cidade comprar armas e munições e, com sorte, encontrar alguém que ajude sua família. Ao sair da loja de armas, é atropelada e arrastada para um beco por um membro da gangue de Bishop. Ele a ameaça sob a mira da arma e - apesar de Jane protestar que ela "não vê Hammond há anos" - ele exige que ela o leve de volta para sua casa, pois ele está convencido de que Ham está lá, tendo reconhecido a arma que Jane está carregando, um pertencente a Hammond. No entanto, neste momento, Dan Frost aparece de repente e diz ao bandido para deixar Jane sozinha. Enquanto os dois homens estão distraídos, Jane puxa a arma e mata o fora da lei.
Deixando o corpo no beco, Jane e Dan voltam para sua casa. Ham ainda está vivo, mas muito fraco. Dan mudou de ideia sobre ajudar Jane, então eles começaram a se preparar para o ataque esperado da gangue Bishop.
Enquanto isso, Bishop já partiu com sua gangue para encontrar Ham. Seus homens se espalharam pela área para estender sua busca, e um deles correu pela casa de Jane. Ele reconhece Jane, mas Dan o mata antes que ele possa dar o alarme.
Dan cava uma vala rasa no jardim da frente de Jane, e eles a enchem de potes contendo querosene, pregos e pedaços de vidro. Enquanto eles trabalham, vemos flashbacks de suas vidas anteriores. Jane e Dan estavam noivos, mas ele se alistou no exército para lutar na Guerra Civil Americana. Capturado pelo inimigo, ele ficou preso por anos em um campo de prisioneiros e, quando finalmente voltou para casa, Jane havia saído. Ele viajou de estado para estado tentando encontrá-la, mostrando sua fotografia em todas as cidades. Eventualmente, ele ouviu que ela havia se mudado para o oeste em um trem de carroça liderada por John Bishop. Dan conversou com Bishop, que lhe disse que durante a jornada, Ham e Jane fugiram juntos. Ele disse que ajudaria Dan com prazer em localizá-los, pois ele tinha suas próprias questões para acertar com Ham, mas Dan recusou, dizendo que preferia andar sozinho.
Dan finalmente encontrou Jane, mas nessa época ela era casada com Ham e eles tiveram um filho. Dan percebeu que a havia perdido para sempre e ficou com o coração partido pela descoberta.
Mais tarde, Jane conta a Dan seu lado da história. Depois que Dan saiu para se alistar, ela descobriu que estava grávida. Quando Dan não voltou, nem escreveu, ela assumiu que ele estava morto. Quando a filha deles, uma garotinha chamada Mary, tinha dois ou três anos de idade, a vida na cidade devastada pela guerra de Jane havia se tornado tão miserável que ela decidiu levar Mary e seguir para o oeste no trem do vagão de Bishop. Tarde demais, ela e as outras mulheres no vagão perceberam que a intenção de Bishop era iniciar um bordel em outra cidade, e ele pretendia forçar as mulheres desamparadas à prostituição.
Um outro flashback mostra que Ham, tendo gostado de Jane durante a viagem de trem, diz a Bishop que gostaria de se casar com ela. Mas Bishop diz a Ham que Jane é sua "propriedade". Mais tarde, Ham descobre que Jane e sua filha desapareceram; procurando Mary, ele vê a bota de uma criança no rio e pensa que a criança se afogou. Ele vai para o bordel onde Jane foi forçada a trabalhar e a resgata. Jane fica perturbada quando Ham diz que Mary está morta.
De volta ao tempo presente, a gangue de Bishop finalmente chega à casa de Jane. Dan e Jane disparam contra a vala, acendendo as bombas de querosene. A maioria da gangue é morta, mas alguns - incluindo o próprio Bishop - escapam. Jane e Dan conseguem mover o Ham moribundo para um espaço de armazenamento raso debaixo do chão, para protegê-lo dos tiros, mas a tensão é demais para ele e ele morre. Dan e Jane continuam a brigar com os membros restantes da gangue, embora ambos estejam feridos. Finalmente, Bishop (o único membro da gangue que resta vivo) consegue encurralar Dan e está prestes a matá-lo, quando Jane se esconde atrás de Bishop e aponta a arma para ele. Tentando convencê-la a não matá-lo, Bishop diz a Jane que Mary não está morta, como ela pensara. Jane atira nele várias vezes, ferindo-o gravemente, até que em sua agonia, ele revela que Mary mora no bordel. Jane então mata Bishop.
Jane e Dan vão ao bordel e encontram sua filha, Mary, que está trabalhando como serva. Jane leva os corpos de John Bishop e sua gangue para o xerife e recebe uma enorme recompensa. Então ela, Dan, Mary e Katie partem juntos para começar uma nova vida em família.

## Elenco
- Natalie Portman como Jane Hammond
- Joel Edgerton como Dan Frost
- Noah Emmerich como Bill "Ham" Hammond
- Rodrigo Santoro como Fitchum
- Boyd Holbrook como Vic Owen
- Ewan McGregor como John Bishop
- Alex Manette como Buck
- James Burnett como Cunny Charlie
- Sam Quinn como Slow Jeremiah

## Produção
O roteiro de Brian Duffield apareceu na Lista Negra de 2011, uma lista anual de roteiros não produzidos e bem considerados.
Em maio de 2012, foi anunciado que Natalie Portman iria estrelar o filme como a personagem-título Jane Hammond e que Lynne Ramsay iria dirigir. Em agosto de 2012, Michael Fassbender foi relatado como estando em negociações para desempenhar o papel de Dan Frost, ex-amante de Jane. Em dezembro de 2012, Joel Edgerton foi escalado como John Bishop, o vilão do filme. Em 4 de fevereiro de 2013, Rodrigo Santoro foi anunciado para se juntar ao elenco, interpretando um personagem chamado Fitchum. Em 11 de março de 2013, foi revelado que Fassbender deixou o filme devido a conflitos de agendamento com X-Men: Days of Future Past. Ramsay então reformula Edgerton no papel vago de Dan Frost e coloca Jude Law no papel de John Bishop. Em 19 de março de 2013, foi anunciado que Ramsay havia deixado a produção. Em 20 de março, Gavin O'Connor foi anunciado como seu substituto. No mesmo dia, também foi anunciado que Law havia deixado o filme, pelo motivo de ter contratado Ramsay.
O diretor de fotografia Darius Khondji também deixou a produção e foi substituído por Mandy Walker. Edgerton e Anthony Tambakis, co-roteirista do filme anterior de O'Connor, Warrior, foram contratados para reescrever o roteiro de Duffield. Em 5 de abril de 2013, foi anunciado que Bradley Cooper substituiria Law no papel de John Bishop. Em 10 de abril de 2013, foi anunciado que Noah Emmerich havia sido escalado para o papel principal de Bill Hammond, marido de Jane. Em 1 de maio de 2013, foi anunciado que Cooper estava se retirando do filme. Cooper revelou que estava saindo devido a conflitos de agendamento com American Hustle. Em 6 de maio de 2013, Ewan McGregor foi anunciado para assumir o papel de John Bishop da Cooper. Em 3 de junho de 2013, Boyd Holbrook foi anunciado como o irmão mais novo de John Bishop.

## Comercialização
Em janeiro de 2015, as primeiras imagens do filme foram divulgadas online. Em 5 de outubro de 2015, o primeiro cartaz internacional foi lançado. Em 21 de outubro de 2015, o primeiro trailer internacional foi lançado. Em 7 de dezembro de 2015, o segundo e último trailer internacional foi lançado.

## Lançamento

### Distribuição
Originalmente, o filme foi distribuído nos EUA pela Relativity Media e The Weinstein Company. O filme foi originalmente anunciado que seria lançado em 29 de agosto de 2014, que o estúdio cancelou em 10 de abril de 2014. Em 24 de abril de 2014, o estúdio estabeleceu uma data de lançamento para 20 de fevereiro de 2015 para o filme, que mais tarde foi adiado para 4 de setembro. Em julho de 2015, a Relativity Media perdeu seus direitos de distribuição do filme, em meio a seu pedido de falência. The Weinstein Company então adquiriu o filme, com planos de lançá-lo na Europa antes do lançamento nos EUA. O filme foi lançado nos Estados Unidos em 29 de janeiro de 2016.

## Recepção

### Bilheteria
Jane Got a Gun foi um fracasso nas bilheterias. Ele arrecadou US$1,5 milhão nos Estados Unidos e no Canadá e US$2,3 milhões em outros territórios, totalizando US$3,8 milhões em todo o mundo, mais US$1,8 milhão em vendas de vídeos caseiros, contra um orçamento de produção de US$25 milhões. O filme foi lançado na América do Norte em 29 de janeiro de 2016, com um fim de semana de abertura projetado em torno de US$1 milhão em 1,210 cinemas. No entanto, o filme arrecadou apenas US$865,572, com uma média por cinema de US$691. É a pior abertura de lançamento para a The Weinstein Company.

### Resposta crítica
O filme recebeu críticas mistas dos críticos de cinema. No agregador de críticas Rotten Tomatoes, o filme tem uma classificação de aprovação de 43%, com base em 80 críticas, com uma classificação média de 5,22/10. O Metacritic relata uma pontuação de 49 em 100, com base em 17 críticos, indicando "críticas mistas ou médias".